# L'amore di Marja
L'amore di Marja è un film del 2002 diretto da Anne Riitta Ciccone. Il film è stato prodotto da Francesco Torelli per la Francesco Torelli Productions e distribuito da La Trincea nel 2004.

## Trama
Anni '70: la giovane finlandese Marja, durante una manifestazione pacifista, conosce Fortunato, un ragazzo siciliano. I due si sposano e hanno due figlie, Alice e Sonia. Per lungo tempo vivono in una comune in Finlandia, ma Fortunato non trova un lavoro. Così suggerisce alla famiglia di trasferirsi in Sicilia: Marja accetta, ma dovrà adattarsi a vivere in un mondo diverso e chiuso.
La storia esplora le difficoltà di adattamento di Marja, che deve confrontarsi con un mondo culturalmente diverso e chiuso, diventando vittima di pregiudizi perché straniera e donna. Il film affronta temi come l'integrazione culturale, l'amore familiare e il peso del mancato dialogo tra culture diverse.

## Riconoscimenti
- Globo d'Oro 2004 come "Film Rivelazione dell'anno"[2]
- Premio Amilcar al Festival del Film Italiano di Villerupt nel 2003[3]
- Nomination ai Nastri d'Argento 2005 nella categoria "Migliori Costumi" per Lia Francesca Morandini[3]

Il film è stato presentato in numerosi festival internazionali, tra cui:
- Festival du Film Italien de Villerupt 2003 (sezione In Concorso)[3]
- CINEMED - Festival Cinema Mediterraneen Montpellier 2003[3]
- Annecy Cinema Italien 2003[3]
- N.I.C.E. - New Italian Cinema Events 2003[3]